# Sztorm
„Sztorm“ je singl hudebního producenta Donatana a zpěvačky Cleo. Píseň pochází z alba s názvem Hiper/Chimera. Kompozice byla ve formátu digital download vydána 10. listopadu 2014 pod hlavičkou hudebního vydavatelství Urban Rec.
Skladbu produkoval Donatan. Nahrávání kompozice proběhlo ve studiu Gorycki & Sznyterman Studio v Krakówě ve spolupráci s realizátorem Jarosławem Baranem. K písni byl nahrán videoklip, který režíroval Piotr Smoleński.

## Žebříčky
| Země   | Žebříček                    | Nejvyšší umístění |
| ------ | --------------------------- | ----------------- |
| Polsko | Szczecińska Lista Przebojów | 29                |